# Balle au tambourin en France
Le jeu de balle au tambourin typique du département de l'Hérault est pratiqué en France depuis la fin du XIXe siècle. Le tambourin est resté un sport de village dans l'Hérault.

## Histoire
Le jeu de balle au tambourin est un jeu qui se rapproche du jeu de paume mais sans filet. Il est le descendant direct du jeu de ballon pratiqué dans le Languedoc, entre le milieu du XVIe siècle et 1861. Cette année-là, un tonnelier de Mèze fabrique les premiers tambourins (cercle de bois sur lequel est tendue une peau parcheminée). Les joueurs abandonnent les brassards en bois utilisés dans le jeu de ballon, et jouent avec des tambourins. Ils utilisent les mêmes terrains, et gardent les anciennes règles. Dans l'état actuel des recherches, le document le plus ancien parlant de tambourin est un texte datant de 1864 des archives municipales de Montpellier, signalant la pratique du jeu sur la place du marché aux bestiaux. 

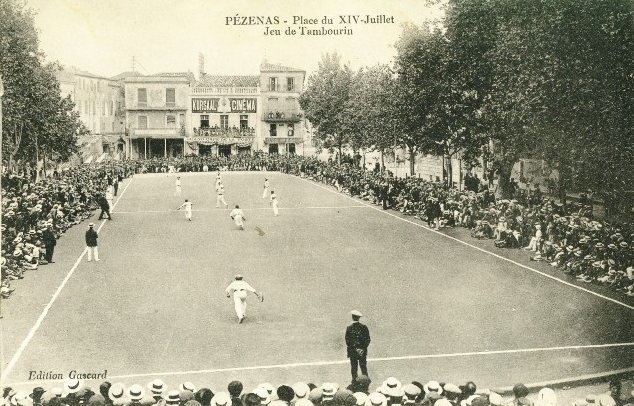
Match à 4 contre 4 à Pézenas (Hérault) avant la Grande Guerre.

Les tournois restent longtemps la formule de compétition la plus prisée. Ces concours, comme on les nomme alors, sont le plus souvent dotés de prix en espèces. Les deux concours les plus prestigieux sont ceux de Montpellier et de Pézenas (créé en 1909). Ces derniers se tiennent sur plusieurs week-end avec des finales (première et deuxième série) à la fin de l'été. En 1922, le quotidien régional L'Éclair organise et dote la première édition du Championnat du Languedoc mettant aux prises les vainqueurs de ces deux concours. Une première version de la Fédération française de tambourin est alors déjà active, mais l'accès aux concours reste ouvert aux clubs fédérés ou non. Montarnaud, sacré Champion du Languedoc fin octobre 1922, ne se constitue en club fédéré qu'en janvier 1923. La Fédération organise un championnat de France également doté de prix à partir de 1923. Une baisse de la pratique est notée dès le début des années 1930. La Fédération a disparu, le Championnat du Languedoc de L'Éclair et le concours de Montpellier ne sont plus disputés. Le concours de Pézenas se maintient jusqu'en 1937. Pour pallier cette carence, Max Rouquette fonde une deuxième version de la Fédération française du jeu de balle au tambourin en janvier 1939. La guerre met la jeune fédération en sommeil avant le renouveau de l'après-guerre : création d'une Coupe de France en 1949 puis d'un championnat de France en 1952. Les championnats de première et deuxième série existent déjà avant 1952, mais ils deviennent officiellement championnats de France à cette date.
Découvrant l'existence du tamburello italien en 1954, Max Rouquette initie un rapprochement du règlement des deux côtés des Alpes, et fait adopter aux joueurs français en 1955 le règlement italien dit de « jeu ouvert ». Les rencontres France-Italie peuvent débuter.
Les années 1970 et 1980 sont marquées par une nouvelle crise, principalement en raison de la transformation des places publiques où se pratiquait le jeu en parkings automobiles. La pratique disparait presque totalement à Montpellier. Des terrains spécifiques sont alors mis en place.
Depuis peu, certains clubs pratiquent également ce sport collectif hors du département de l'Hérault, dans le Gard, en Corrèze, à Narbonne, et dans les Bouches-du-Rhône.

## Localisation
Chez les séniors masculins, la hiérarchie compte six niveaux : trois de rang national, et trois de rang régional. En 2008, 36 clubs participent à ces compétitions. 30 de ces clubs sont localisés dans l'est du département de l'Hérault (voir carte ci-dessous) dont les huit clubs formant la Nationale 1. Les autres clubs en compétition sont Nîmes (Gard), Narbonne (Aude), Gignac-la-Nerthe et Les Pennes-Mirabeau (Bouches-du-Rhône), Monceaux-sur-Dordogne (Corrèze) et Beuvrages (Nord).

## Compétitions nationales
- Championnat de France de balle au tambourin
- Championnat de France de balle au tambourin féminin

Niveaux des compétitions masculines séniors
| Niveau 1 | Nationale 1                      | Nationale 1      | Nationale 1      | Nationale 1      | Nationale 1      | Nationale 1      | Nationale 1      | Nationale 1      | Nationale 1      | Nationale 1      | Nationale 1      | Nationale 1      |
| Niveau 1 | Poule unique, 10 équipes         |                  |                  |                  |                  |                  |                  |                  |                  |                  |                  |                  |
| Niveau 2 | Nationale 2                      | Nationale 2      | Nationale 2      | Nationale 2      | Nationale 2      | Nationale 2      | Nationale 2      | Nationale 2      | Nationale 2      | Nationale 2      | Nationale 2      | Nationale 2      |
| Niveau 2 | Poule unique, 10 équipes         |                  |                  |                  |                  |                  |                  |                  |                  |                  |                  |                  |
| ligue    | ligue                            | ligue            | ligue            | ligue            | ligue            | ligue            | ligue            | ligue            | ligue            | ligue            | ligue            | ligue            |
| ligue    | Poule unique, 10 équipes         |                  |                  |                  |                  |                  |                  |                  |                  |                  |                  |                  |
| Niveau 4 | départementale 1                 | départementale 1 | départementale 1 | départementale 1 | départementale 1 | départementale 1 | départementale 1 | départementale 1 | départementale 1 | départementale 1 | départementale 1 | départementale 1 |
| Niveau 4 | Deux poules de 8 équipes chacune |                  |                  |                  |                  |                  |                  |                  |                  |                  |                  |                  |
| Niveau 5 | départementale 2                 | départementale 2 | départementale 2 | départementale 2 | départementale 2 | départementale 2 | départementale 2 | départementale 2 | départementale 2 | départementale 2 | départementale 2 | départementale 2 |
| Niveau 5 | Deux poules de 8 équipes chacune |                  |                  |                  |                  |                  |                  |                  |                  |                  |                  |                  |
| Niveau 6 | départementale 3                 | départementale 3 | départementale 3 | départementale 3 | départementale 3 | départementale 3 | départementale 3 | départementale 3 | départementale 3 | départementale 3 | départementale 3 | départementale 3 |
| Niveau 6 | deux poules de 8 équipes chacune |                  |                  |                  |                  |                  |                  |                  |                  |                  |                  |                  |

Une Coupe de France de balle au tambourin existe également chez les hommes (depuis 1949) et chez les femmes, tandis que nombre de tournois complètent le calendrier. Les plus réputés en extérieur sont les Masters Tambourin à Cournonterral, Le mondial du Tambourin des Pennes Mirabeaux et le Tambourin d'or

## Compétitions internationales
Depuis 1996, les deux meilleurs clubs français masculins prennent part à la Coupe d'Europe des clubs champions où ils affrontent les deux meilleurs clubs italiens, qui dominent le palmarès.
Chez les féminines, la Coupe d'Europe des clubs champions est créée en 2001, et Notre-Dame-de-Londres remporte la première édition. En 2013 Notre-Dame-de-Londres remporte pour la deuxième fois cette Compétition.
En septembre 2012 la première Coupe du Monde des nations est organisé à Gignac (34), à cette occasion la France devient champiuonne du Monde en masculin et Féminin.

## France-Italie
Depuis 1955, des rencontres annuelles opposent l'équipe de France à l'équipe d'Italie. Les matches ont lieu alternativement dans les deux pays. La première rencontre se tient le 14 août 1955 sur la place des Arceaux à Montpellier.  Les Français s'imposent pour la première fois en 1957.
Huit matches ont désormais lieu chaque année (depuis 2005) : équipe A masculine, équipe A féminine, équipe B masculine, équipe B féminine, Juniors masculins (U18), Juniors féminines, Cadets (U16) et cadettes. À partir de 2010, les huit matches concernent : équipe A masculine, équipe A féminine, équipe espoirs masculine (U23), équipe B féminine, Juniors masculins (U18), Juniors féminines, moins de 16 ans masculins et moins de 14 ans masculins.
En août 2005, l'équipe de France A masculine s'incline 13-1 face à son homologue transalpine, tandis que chez les féminines, l'équipe de France A gagne 13-8 face aux Italiennes. Sur la série de huit matches, les Italiens en remportent six pour deux victoires françaises. L'année suivante, l'équipe de France A masculine s'impose 13-6 et sur les huit matches de la série, France et Italie terminent avec quatre victoires chacun. En 2007, l'équipe A masculine italienne domine son homologue française par 13 à 1 et les Italiens remportent la série avec sept victoires.
Palmarès depuis 2000
| Dates                       | Lieu                                                       | Victoires françaises | Victoires italiennes | Matches nuls |
| 2000                        | France                                                     | 1                    | 4                    | 0            |
| 2001                        | Italie                                                     | 0                    | 4                    | 1            |
| 2002                        | France                                                     | 1                    | 3                    | 1            |
| 2003                        | Italie                                                     | 1                    | 4                    | 0            |
| 2004                        | France                                                     | 3                    | 2                    | 1            |
| 6 et 7 août 2005            | Province autonome de Trente                                | 2                    | 6                    | 0            |
| 5 et 6 août 2006            | Vendémian                                                  | 4                    | 4                    | 0            |
| 4 et 5 août 2007            | Bonate Sopra et Bonate Sotto                               | 0                    | 7                    | 0            |
| 2 et 3 août 2008            | Notre-Dame-de-Londres, Viols-le-Fort et Causse-de-la-Selle | 3                    | 5                    | 0            |
| 1 et 2 août 2009            | Bonate Sopra                                               | 2                    | 5                    | 0            |
| 31 juillet et 1er août 2010 | Vendémian                                                  | 2                    | 5                    | 1            |

Résultats de l'édition 2010
- Seniors A : France 7 - 13 Italie
- Féminines A : France 13 - 5 Italie
- Moins de 14 ans hommes : France 11 - 13 Italie
- Moins de 16 ans hommes : France 3 - 13 Italie
- Moins de 18 ans hommes : France 9 - 13 Italie
- Moins de 23 ans hommes : France 8 - 13 Italie
- Moins de 18 ans femmes : France 12 - 12 Italie
- Féminines A' : France 8 - 13 Italie